# SN 2012bu
SN 2012bu – supernowa typu II P, odkryta 16 stycznia 2012 roku w galaktyce NGC 3449. W momencie odkrycia miała maksymalną jasność 18,4m.